# Lucius Æmilius Barbula
Pour les articles homonymes, voir Aemilius Barbula.
Lucius Aemilius Barbula est un homme politique romain du début du IIIe siècle av. J.-C., consul en 281 av. J.-C.

## Famille
Il est membre des Aemilii Barbulae, branche de la famille patricienne des Aemilii. Il est le fils de Quintus Aemilius Barbula, consul en 317 et 311 av. J.-C. et le petit-fils d'un Quintus Aemilius. Son nom complet est Lucius Aemilius Q.f. Q.n. Barbula. Il est le père de Marcus Aemilius Barbula, consul en 230 av. J.-C.

## Biographie

### Consulat (281)
Il est consul en 281 av. J.-C. avec Quintus Marcius Philippus pour collègue. Ils entrent en charge à partir du 1er mai. Lucius Aemilius reçoit le commandement des armées romaines contre les Samnites. Il envahit ensuite le territoire de Tarente, ravageant les moissons et dévastant les vergers. Il tente de négocier avec les Tarentins mais les discussions n'aboutissent pas et les Tarentins, sous l'influence du parti démocratique, en appellent à Pyrrhus Ier, roi d'Épire,. Devant l'offensive samnite, Lucius Aemilius se replie d'abord sur Métaponte, puis, par la vallée du Bradanus, prend ses quartiers d'hiver sous les remparts de Venouse et n’en bouge plus jusqu'à la fin de son commandement annuel.
De son côté, Quintus Marcius mène une campagne contre les Étrusques et célèbre un triomphe pour ses victoires.

### Proconsulat (280)
Entre le 10 et le 30 juillet 280 av. J.-C. du calendrier julien, Lucius Aemilius Barbula célèbre un triomphe en tant que proconsul pour ses victoires sur la coalition des Tarentins, des Samnites et des Sallentins,.

### Censure (269)
Lucius Aemilius est censeur en 269 av. J.-C. avec Quintus Marcius, son collègue au consulat en 281 av. J.-C.